# Carmen (pel·lícula de 2003)
Carmen és una pel·lícula espanyola dirigida per Vicente Aranda i estrenada el 2003, basada en la novel·la homònima de Prosper Mérimée.

## Argument
Durant un viatge per Espanya, l'atzar converteix l'escriptor francès Prosper Mérimée en testimoni d'una història apassionant. La naturalesa lliure i enigmàtica d'una dona anomenada Carmen, la seva bellesa meridional, el seu caràcter arrabassat i passional, fan que el sergent José es converteixi en víctima i protagonista d'esdeveniments extraordinaris, d'amors turbulents i passions incontrolables, en una cadena de fatalisme, gelosia i sang. Amb cada nou amant de Carmen, amb cada nou episodi d'amor, passió i gelosia, José fa un pas cap a la marginalitat i la delinqüència. La mort tenyeix una vegada i una altra de vermell les mans de José fins que finalment, després de disparar contra l'últim amant de Carmen, intenta emportar-se-la lluny i començar una nova vida. Però ni les súpliques ni les amenaces no li serveixen de res. En va s'humiliarà davant de Carmen, oferint-li una vida pròspera i feliç. Les apassionades paraules d'amor cauen en el buit i en la més terrible de les indiferències. I la impotència i la passió empenyen una vegada més la mà de José cap a la navalla nua. Quina altra cosa podia fer? Si cada episodi d'amor és una petita mort, com es pot retenir tot l'amor de Carmen, com es pot abraçar el seu foc abrasador?

## Repartiment
- Paz Vega: Carmen
- Leonardo Sbaraglia: José
- Antonio Dechent: El borni
- Joan Crosas: Dancaire
- Jey Beneditt: Próspero
- María Botto: Fernanda
- Ismael Martínez: Antonio

## Comentaris
Pel·lícula basada en fets reals, la llegenda que escriuria Prosper Mérimée en 1846 i atrauria més tard a pintors, músics, dramaturgs i cineastes de totes les èpoques, es mostra en la realitat amb la lucidesa i la força d'una dona molt particular que lluita per tot allò en què creu.
Massa passió i el misteri de Carmen atraparan l'espectador perquè s'endinsi en l'aventura d'aquesta pel·lícula.

## Rebuda
"Superba Paz Vega (...) no menys inspirat Leonardo Sbaraglia (...) superba lliçó de ritme i saviesa narrativa (...) La millor Carmen que aquest cronista hagi vist. "

## Premis i nominacions

### Premis
- 2004. Goya al millor disseny de vestuari per Yvonne Blake

### Nominacions
- 2004. Goya a la millor fotografia per Paco Femenia
- 2004. Goya al millor muntatge per Teresa Font
- 2004. Goya al millor maquillatge i perruqueria per Miguel Sesé i Natalia Sesé
- 2004. Goya a la millor cançó original per José Nieto
- 2004. Goya a la millor direcció artística per Benjamín Fernández
- 2004. Goya a la millor direcció de producció per Ana Vila